# Quartier de la Plaine-de-Monceaux
Pour les articles homonymes, voir Monceau.
Le quartier de la Plaine-de-Monceau est le 66e quartier administratif de Paris situé dans le 17e arrondissement.

## Le quartier administratif
Le quartier administratif de la Plaine-de-Monceaux est délimité :
- au nord-ouest, par la limite avec le territoire de la commune de Levallois-Perret ;
- au nord-est, par l'avenue de la Porte-d'Asnières puis la rue de Tocqueville (jusqu'à la rue Cardinet) et la rue de Lévis (à partir de la rue Cardinet jusqu'à l'avenue de Villiers) ;
- au sud-sud-est, par le Boulevard de Courcelles ;
- au sud -ouest par l’avenue de la Porte de Champerret, la place de la Porte-de-Champerret, l’avenue de Villiers  de cette place jusqu’à la rue d’Héliopolis, la rue d’Héliopolis et la rue Rennequin.

## Transports en commun

Situation de la Plaine-Monceaux dans le.

### Réseau ferré

#### Métro
- : Courcelles, Monceau, Villiers
- : Porte de Champerret, Pereire, Wagram, Malesherbes et Villiers

#### Réseau Express Régional
- : Pereire - Levallois

### Bus
Lignes  RATP 30 31 84 92 93 94 PC 163 165

## Orthographe et étymologie
Souvent appelé « Plaine-Monceau » dans l’usage actuel, son nom officiel de « Plaine-de-Monceaux » demeure utilisé dans un certain nombre de documents règlementaires ou administratifs, tel le code électoral,,.
La Plaine-Monceau tire son nom d'une petite butte (ou de plusieurs d'où l'hésitation sur la terminaison en x ou son absence) au bord du chemin de Paris à Asnières qui désignait un hameau de la paroisse de Clichy établi autour de l'actuelle rue de Lévis.
Ce nom, très répandu, proviendrait soit de mons Calvus (Mont chauve, désert), soit de Monticellum (petit mont), soit de Muscelli (terrain couvert de mousse), noms qui formèrent « Mousseaux », « Monceaux » puis « Monceau ».

## Histoire
La plaine Monceau est la partie du plateau s'inclinant au nord-ouest de Paris en faible pente vers la Seine comprise entre le chemin de Courcelles (actuelle rue de Courcelles) et le chemin qui menait au bac d'Asnières puis à Argenteuil. Ce chemin, l'actuelle rue de Tocqueville, était une voie importante rejoignant la chaussée de César de Paris à Rouen. Cette route raccourcissait la distance et permettait d'éviter la traversée du marais du Croult à Saint-Denis.
Comme Passy érigé en seigneurie en 1416 sur le territoire génovéfain d'Auteuil à partir d'un ancien bâtiment racheté à un noble, Monceau n'est juridiquement séparé de Clichy, paroisse dyonisienne depuis 717, que par l'anoblissement, sinon les prétentions, de Gilles (où Hénaut) Le Mastin, bourgeois de Paris et acquéreur du lieu, et du château, avec le titre de seigneur en 1320. En 1524, le fief de Monceau appartient à Étienne des Friches, qui possède une maison seigneuriale dans le hameau près de l'actuelle place de Lévis et tire ses revenus des redevances versées par les cultivateurs des censives. Ce domaine seigneurial est racheté en 1746 par le seigneur de Clichy.
Sous l'Ancien Régime, l'actuelle plaine de Monceaux était un important lieu de chasse. En 1791, les habitants excédés par les ravages de leurs cultures que faisaient les animaux échappés des remises de gibier, détruisirent ces remises, symboles de l'Ancien Régime. L'agglomération resta peu peuplée avec 450 habitants à la Révolution française.
Un plan-terrier de Clichy de 1780 indique des lieux-dits tels que Sainte-Catherine, Les Terres Rondes, Les Fosselles, La Terrasse, qui figurent sur les plans cadastraux de la première moitié du XIXe siècle. La Terrasse est le seul de ces lieux-dits dont la mémoire est conservée dans la toponymie actuelle par la rue et la villa de la Terrasse.
Un ambitieux projet de lotissement en 1837 de la Plaine-Monceau n’aboutit pas et le territoire reste campagnard jusque 1854, date de l’ouverture du boulevard Pereire, première grande voie sur ce territoire, en liaison avec la création de la ligne d’Auteuil par les frères Pereire.
Le quartier Monceau restait à cette date un espace agricole quasiment sans construction entre l’enceinte fortifiée construite de 1841 à 1843 au nord, la route d’Asnières, actuelle rue de Tocqueville à l’est, le boulevard extérieur du mur des Fermiers généraux, actuel boulevard de Courcelles au sud et la rue de Courcelles à l’ouest. Dans la plus grande partie de ce quadrilatère, au nord de la rue Cardinet, aucune voirie n’était tracée en dehors de quelques étroits chemins ruraux sinueux.
Aux marges de cet espace vide, des agglomérations s’étaient développées depuis 1825 :
- au sud-est le quartier des Batignolles ;
- au sud-ouest autour de la rue de Lévis centre de l’ancien hameau de Monceaux.

Ces deux agglomérations forment en 1830 la commune des Batignolles-Monceaux détachée de celle de Clichy. Sa population passe de 7 014 habitants en 1831 à 44 094 en 1856 :
- à l'ouest, le quartier des Ternes sur la partie de la commune de Neuilly annexée par la Ville de Paris en 1860 également en voie d’urbanisation (7 896 habitants en 1851), de part et d’autre de l’avenue des Ternes, vieille route de Neuilly (dans l’axe de l’ancien pont de Neuilly avant la construction du nouveau pont en 1780 dans le prolongement de l’avenue des Champs-Élysées) autour d’une voirie pour l’essentiel constituée, notamment les rues Guersant, Bayen et Laugier, sur des chemins existant avant 1800, la rue des Acacias ouverte en 1814 et la rue Pierre Demours tracée en 1820 par le lotisseur éponyme. Le lotissement du quartier Ferdinandville entre l’avenue des Ternes et l’avenue de Neuilly (avenue de la Grande-Armée) était au début de son urbanisation.

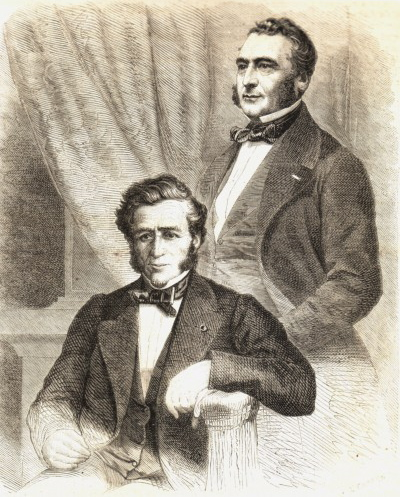
Les frères Émile et Isaac Pereire.

La commune de Batignolles-Monceaux offre en 1853 une bande de terrains le long des fortifications entre la rue de Saussure et la porte Maillot à la compagnie de chemin de fer créée par les frères Pereire pour relier la l'embarcadère de la place de l'Europe à Auteuil (ligne d'Auteuil) à la condition de réaliser un boulevard de dix mètres de large de chaque côté de la ligne et une station au droit du pont Cardinet. La création de cette voie ferrée destinée en propriété à une desserte urbaine voyageurs, « quasi métro » avant la lettre, est un atout pour l'urbanisation de ce quartier.
Avant cette date, des spéculateurs anticipant l’extension urbaine avaient acheté des terrains constituant ainsi une réserve foncière.
Après cette première ouverture, de grands axes sont planifiés par Haussmann en collaboration avec Émile Pereire, principal propriétaire foncier, dès la seconde moitié des années 1850, sur cette partie du territoire de la commune de Batignolles-Montceaux avant son annexion à Paris en 1860.
Dans ses mémoires publiés, en 1890 le baron Haussmann rappelle les conditions de cette urbanisation :

« J’obtins des trois propriétaires de la Plaine de Monceau M.M. Pereire, Deguingand, Jadin et d’Offémont, l’abandon gratuit de tous les terrains leur appartenant, dont l’occupation était nécessaire, non seulement à ces trois voies nouvelles [avenue de Wagram, avenue de Villiers et prolongement du boulevard Malesherbes] mais encore à la place Malesherbes, ménagée au croisement des deux premières ; à la place pentagonale [place Wagram], projetée près de la porte d’Asnières, à la rencontre des prolongements du boulevard Malesherbes er de l’avenue de Bezons [avenue de Wagram] ; et à la place Pereire, projetée à la rencontre et au-dessus de la voie du Chemin de Fer de Ceinture.
La contenance totale de ces terrains s’élevait à plus de 8 hectares […]. Les intéressés les cèdèrent sans indemnité, précisément en vue de l’énorme plus-value que la plaine Monceau doit aux percements dont il s’agit et à d’autres que les mêmes propriétaires eurent ensuite l’intelligence d’y faire. […] Déduction faite des contributions des Communes des Batignolles et de Neuilly, montant à 250 000 francs, les trois voies nouvelles qui m’occupent coûtèrent au Département 3 200 000 francs environ, pour l’expropriation des parcelles n’appartenant pas aux cinq grands propriétaires ci-dessus  nommés et pour les travaux de toutes natures que M. Émile Pereire, le négociateur de cette affaire laborieuse, entreprit à forfait moyennant un million. »

Le quartier qui était dans les années 1850 le plus vide de l’ensemble de la petite banlieue annexée en 1860 par la Ville de Paris entre le mur des Fermiers généraux et l’enceinte de Thiers est celui où le plus grand nombre de voies sont ouvertes au cours du Second Empire. Après le boulevard Pereire (nord et sud) créé en 1854, l'avenue de Wagram, le boulevard Malesherbes et l'avenue de Villiers ouverts en 1859-1860, la rue Jouffroy en 1862, les rues Ampère, de Prony, de Romme (partie nord), Brémontier et Alphonse-de-Neuville, les avenues Niel et Gourgaud en 1866, le sud de la rue Rome et la partie du boulevard Pereire nord de la place Wagram à la rue de Saussure en 1869 constituent la trame du réseau complété par des voies secondaires tracées, à quelques exceptions près, entre 1872 et 1887.
Les frères Pereire vendent par parcelles les terrains leur appartenant, notamment, de 1878 à 1884, ceux entre la place Pereire et l'avenue de Wagram avec obligation de construire une maison bourgeoise dans les six mois, interdisant ainsi aux acquéreurs la spéculation sur les terrains.

Évolution de 1846 à 1868
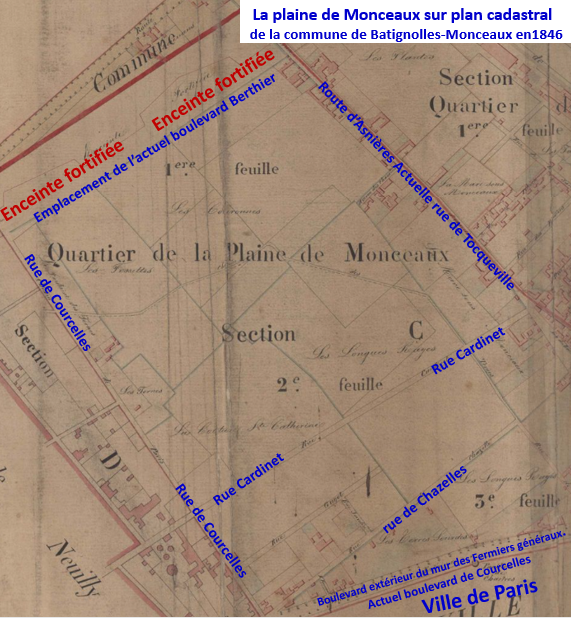
La Plaine-Monceau sur plan cadastral de 1846.
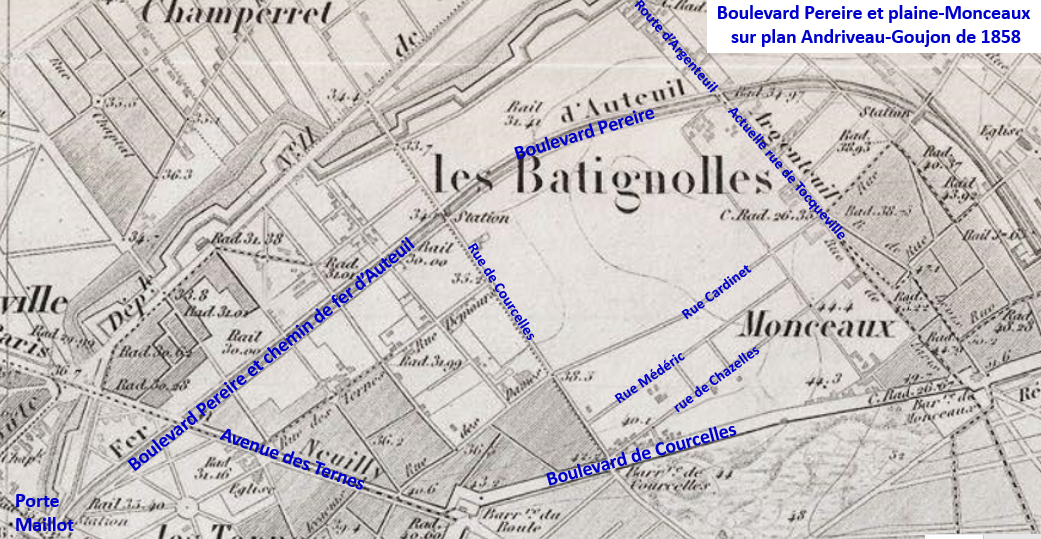
La Plaine-Monceau en 1858.
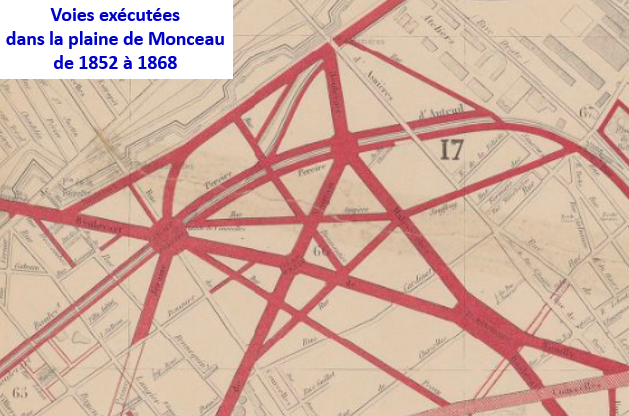
Voies exécutées de 1852 à 1868 dans le quartier de la plaine Monceau.

La place Pereire en 1854 et en 1900
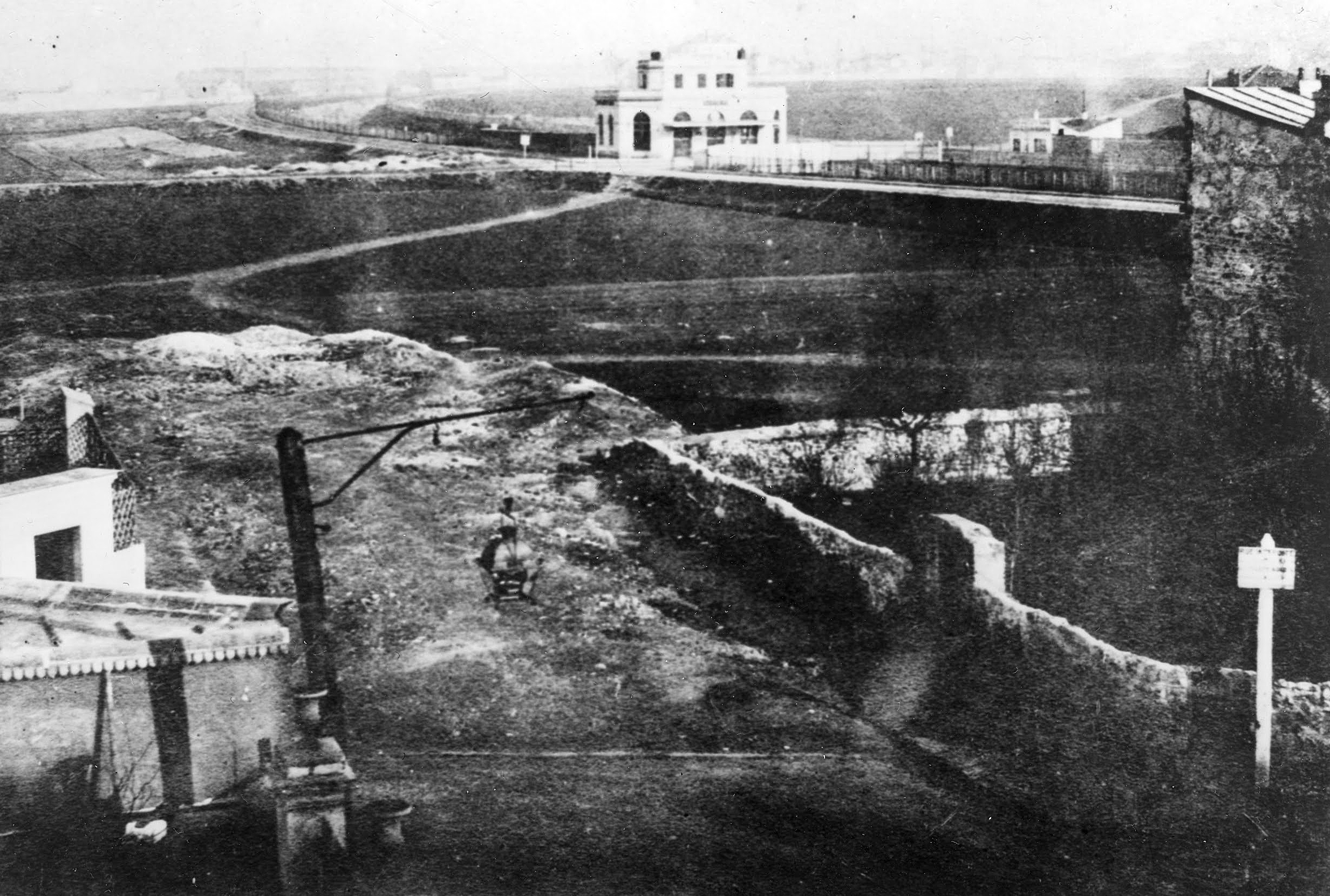
Place et boulevard Pereire en 1854 de part et d'autre de la station à l'arrière plan.
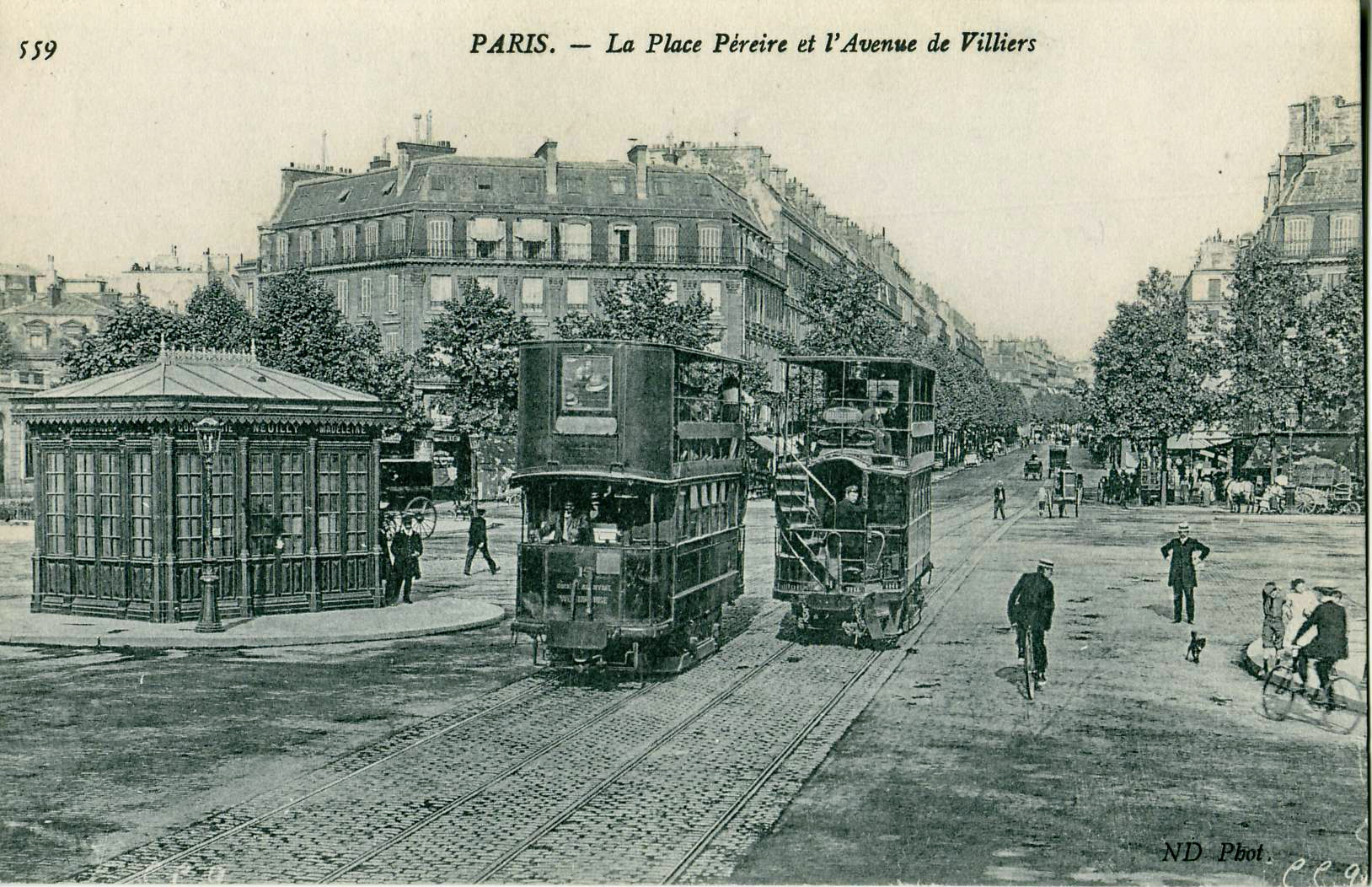
Place Pereire et avenue de Villiers vers 1900.

## L'architecture de la Plaine-Monceau
La Plaine-Monceau s'étant, pour la plus grande partie, construite sur des parcelles de lotissement au cours d'une période limitée au dernier tiers du XIXe siècle, le long de voies d'une largeur très supérieure à la moyenne parisienne, en grande majorité créées indépendamment d'un réseau antérieur, son architecture est l'une des plus homogènes et des mieux conservées de Paris. Les immeubles de la deuxième moitié du XXe siècle ne sont que des éléments ponctuels insérés dans l'alignement et respectant le format du bâti environnant ou limités à la périphérie (au nord du boulevard Berthier sur l'ancienne Zone).
La Plaine-Monceau a conservé sa fonction voulue par Haussmann de quartier résidentiel destiné à la grande bourgeoisie. Les commerces et les services, très limités, sont implantés autour des principaux carrefours mais le quartier ne comprend aucun centre d'attraction.
Des immeubles locatifs de type haussmannien sont construits dès la fin du Second-Empire le long des grands axes mais, dans les années 1860-1880, les hôtels particuliers sont le type dominant. Ces hôtels alignés sur rue sont, pour la plupart, de dimension relativement modeste, de 6 à 10 mètres de large avec une cour ou un jardinet en longueur à l'arrière. Les façades de cette première époque d'urbanisation sont pour la plupart des pastiches de styles variés, du gréco-romain au Louis XVI. Les immeubles locatifs sont majoritaires après 1880.
Au cours de la grande période d'urbanisation du quartier de 1875 à 1895, des ensembles d'immeubles sont construits par des sociétés telles que la Compagnie des immeubles de la Plaine-Monceau, la Compagnie du gaz ou par des compagnies d'assurance le long de rues tracées dans le cadre d'opérations de lotissement. Des maisons individuelles ou hôtels particuliers sont cependant encore construits jusqu'après 1900, principalement boulevard Berthier et dans les rues environnantes.
L’habitat individuel a été en partie remplacé au cours du XXe siècle par des immeubles collectifs de type post-haussmannien ou de style Art déco de qualité puis après 1950 par des constructions modernes qui s'insèrent au milieu des alignements.
Il reste cependant encore de nombreuses villas et hôtels particuliers de l’origine de l'urbanisation.
En revanche, les constructions antérieures à 1850 sont rarissimes. On remarque des petites maisons anciennes à l’angle du boulevard Pereire et de la rue de Tocqueville, ancienne route d’Asnières.

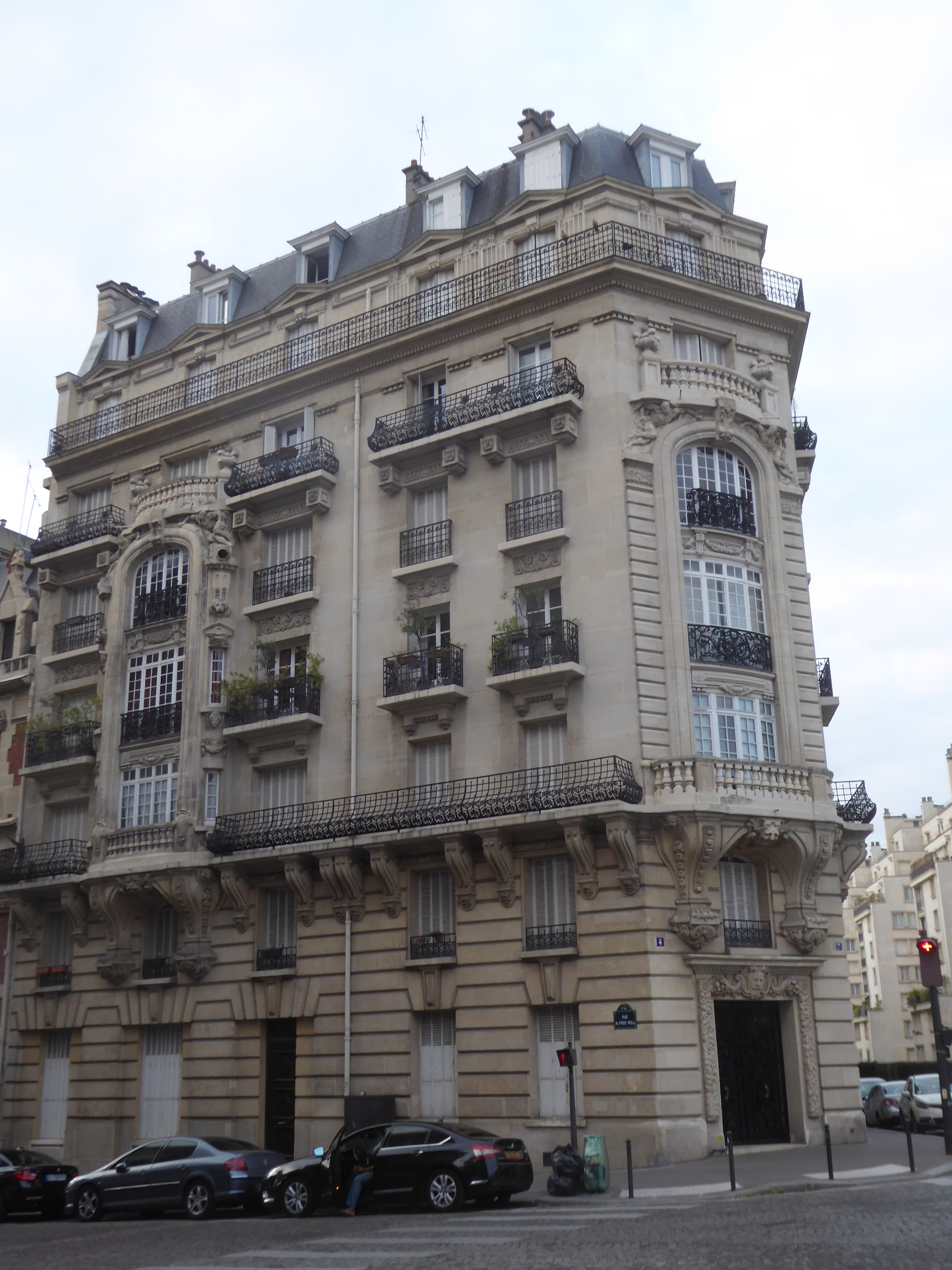
Immeuble 1900, rue Alfred-Roll.
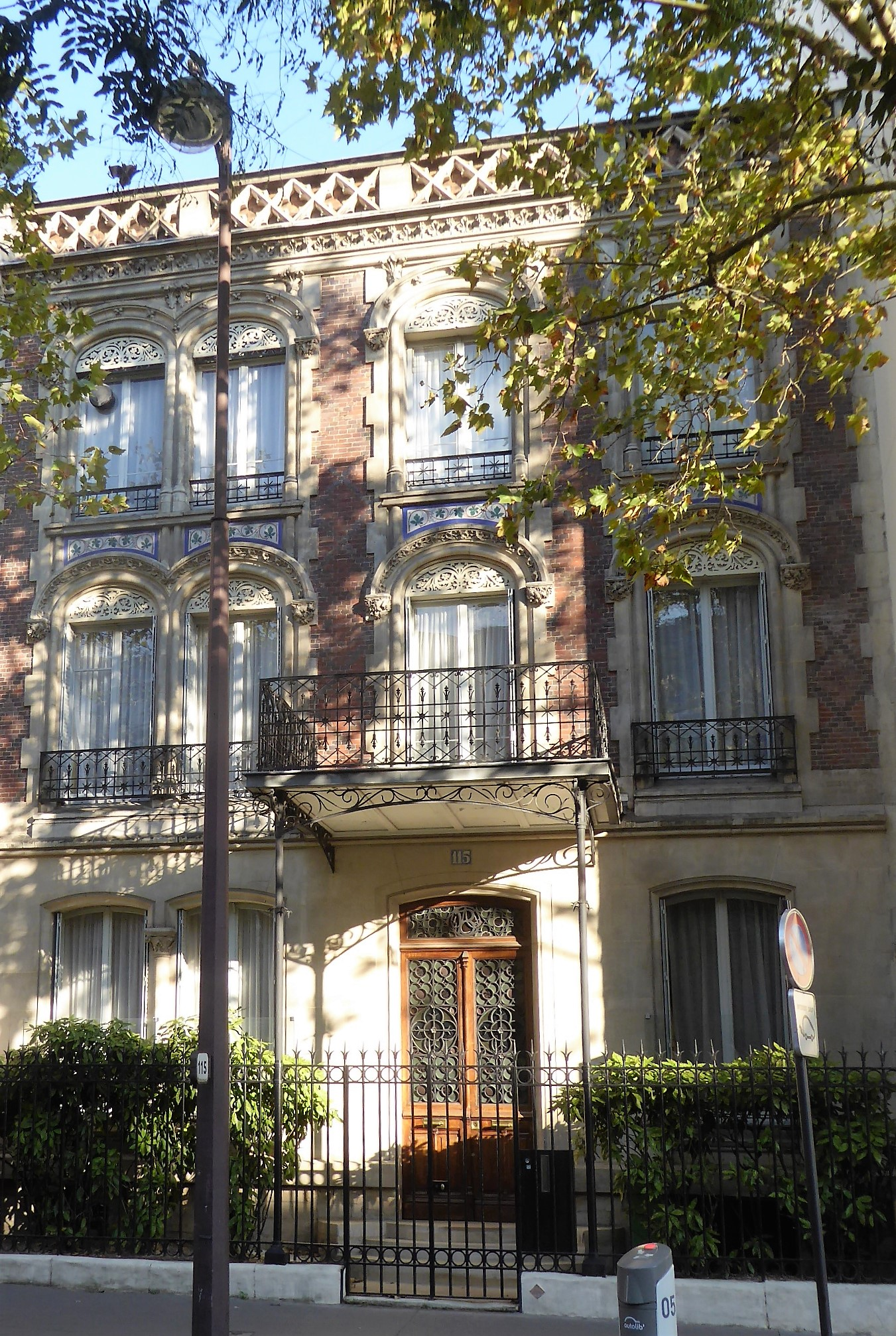
Hôtel particulier au 115, boulevard Pereire nord
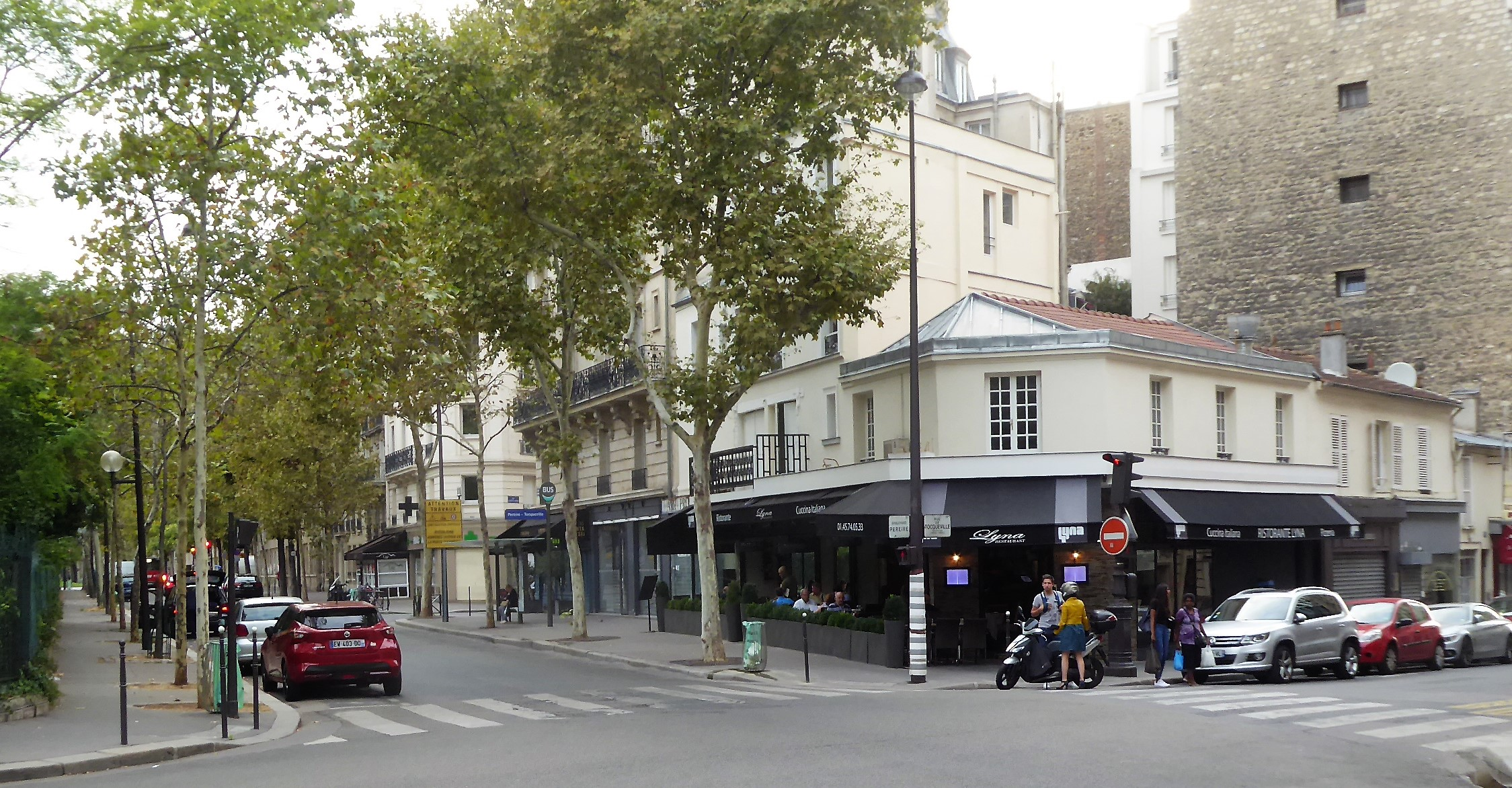
Maisons anciennes à l’angle de la rue de Tocqueville et du boulevard Pereire nord.

## Principaux sites
- L’église suédoise de Paris, de culte luthérien, rue Médéric.
- Le lycée Carnot, boulevard Malesherbes.
- Le musée national Jean-Jacques-Henner, avenue de Villiers.
- Le centre universitaire Malesherbes de l'université Paris-Sorbonne.
- Le jardin Solitude.